# 田中勇
田中勇（たなか いさむ、1905年（明治38年）1月20日 - 2000年（平成12年）2月12日）は、日本の実業家。東京急行電鉄副社長、伊豆急行社長、東亜国内航空社長。五島慶太・昇父子に仕え「東急グループの大番頭｣の異名で呼ばれた。

## 年表
- 1905年(明治38年) - 茨城県水戸市鉄砲町に生まれる。
- 旧制茨城県立水戸中学校（現・茨城県立水戸第一高等学校）卒業。
- 1926年(大正15年) - 東京高等工業学校（現・東京工業大学）電気科卒業[1]。目黒蒲田電鉄に入社、電気科車輌係に配属。この時の面接官が後に東急総帥となる五島慶太であった。
- 1934年(昭和9年) - 東京高速鉄道に出向。車両係長兼信号係長。
- 1939年(昭和14年) - 目黒蒲田電鉄に復帰、元住吉工場長。
- 1942年(昭和17年) - 東京横浜電鉄企画局電気部車輌課長。東横に加え、京浜、小田急の全車両を統轄することとなった。
- 1944年(昭和19年) - 修車部次長兼指導課長。
- 1946年(昭和21年) - 東京急行電鉄取締役。
- 1955年(昭和30年) - 東京急行電鉄常務取締役。
- 1958年(昭和33年) - 上田丸子電鉄会長。
- 1959年(昭和34年) - 中越自動車社長に就任。
- 1960年(昭和35年) - 中越自動車が長岡鉄道、栃尾鉄道と合併して越後交通となり同社社長。この時の縁で田中角栄後援会会長をつとめた事もある。
- 1962年(昭和37年) - 越後交通社長を辞任(1966年に東急と越後交通の資本関係が解消し、同社の役員を辞任)、伊豆急行副社長に就任。事実上のトップとして赤字で苦戦していた同社の立て直しに辣腕を振るう。
- 1965年(昭和40年) - 東京急行電鉄専務取締役。
- 1968年(昭和43年) - 伊豆急行社長。
- 1969年(昭和44年) - 東京急行電鉄副社長。
- 1971年(昭和46年) - 伊豆急行会長。
- 1973年(昭和48年) - 東亜国内航空非常勤取締役に就任、同年社長に就任。合併後遺症やばんだい号墜落事故の対応で混乱を極めていた同社の再建を図る。
- 1974年(昭和49年) - 蔵前工業会理事長[1]。
- 1981年(昭和56年) - 東京急行電鉄相談役に就任。勲二等旭日重光章受章[2]。
- 1983年(昭和58年) - 東亜国内航空会長に就任。レジオンドヌール勲章受章[2]。
- 2000年(平成12年) - 死去。

## エピソード
- 水戸中学校4年生のときに重度の脚気に罹る。
- 東京高等工業在学中、小石川の渋沢元治邸に書生として住み込む。女中頭のキミとは初日から折り合いが悪かった。
- 昭和2年から数ヶ月、運転士として目蒲線に乗務した。
- 戦局が厳しくなっても、田中は国の技術者優遇策により徴兵を免除されていた。
- 東急副社長時代は不要照明の節約や裏紙使用の奨励など、資源活用やコスト削減の徹底を推進し、五島昇から「ケチ副」と呼ばれた。
- 五島昇の長男・哲が本田技研を辞めて東急に入社する意向があると聞いた時、田中は一席設けて、「いまは昔とちがって、大名の子が大名になれる時代じゃない。もし東急にくるなら、駅員からやれ」と、はなからの重役就任に反対した[3]。その哲は東急建設の取締役からスタートしたが、祖父・慶太に似た奔放な性格が誤解を受け易く、時として父親との折り合いが悪かったこともあって、必ずしも後継者の路線を歩まなかった。あの時、東急の重役にして、オレの身近に置いておけば…。あるいは哲も、それなりの道を歩んでいたかもしれない。と田中は悔いている[3]。